# Recurso genético
El Convenio sobre la Diversidad Biológica ha definido a los recursos genéticos como a todo aquel material de origen vegetal, animal o microbiano que contiene unidades funcionales de la herencia o genes y que presente valor real o potencial.
Los recursos genéticos de las plantas cultivadas y de los animales domésticos constituyen la base biológica de la seguridad alimentaria mundial. Corresponden al concepto de agrobiodiversidad. Estos recursos son la materia prima más importante de los mejoradores de plantas y animales y la aportación más imprescindibles para los agricultores. Por consiguiente, son fundamentales para una producción agrícola sostenible. La conservación, utilización sostenible y la distribución justa y equitativa de los beneficios derivados de su uso, son objeto de preocupación nacional e internacional.
El Tratado Internacional sobre los Recursos Fitogenéticos para la Alimentación y la Agricultura, que entró en vigor el 29 de junio de 2004, ofrece un marco global jurídicamente vinculante para acceder a los recursos genéticos de los cultivos. Un elemento importante de este tratado es  la suscripción de un acuerdo estándar de transferencia de material que especificará las condiciones de acceso a los recursos genéticos y determinará el nivel, la forma y las modalidades de pago al mecanismo financiero del tratado en caso de que se comercialicen productos derivados de ese material.
La biodiversidad de los cultivos —o sea, las diferencias genéticas entre distintas variedades (Recursos Fitogenéticos)— se ha venido recolectando y conservando en bancos de germoplasma desde hace décadas. Cada variedad conservada en estos bancos de semillas  tiene una estructura genética un poco distinta a la de las restantes, la cual consiste en diferentes combinaciones de variantes genéticas conocidas como alelos. 

## Regulación internacional

### Tratado de la OMPI sobre recursos genéticos
Tras varias décadas de trabajo del Comité Intergubernamental sobre Propiedad Intelectual y Recursos Genéticos, Conocimientos Tradicionales y Folclore para la creación de un tratado internacional de protección de la propiedad intelectual de los recursos genéticos y los conocimientos tradicionales, el 24 de mayo de 2024 se adoptó un nuevo tratado denominado Tratado de la OMPI sobre Propiedad Intelectual, Recursos Genéticos y Conocimientos Tradicionales Asociados, el cual, con el fin de reducir el fenómeno conocido como biopiratería, que establece que los países miembros del tratado establecer un requisito de divulgación en las solicitudes de patente presentadas en sus oficinas de patentes cuando las invenciones se basen en recursos genéticos o conocimientos tradicionales.
El tratado entrará en vigor tres meses después de su ratificación por 15 países o bien tras la adhesión del mismo número de estados.